# Stefan Wessels
Stefan Wessels (* 28. Februar 1979 in Rahden) ist ein deutscher Torwarttrainer und ehemaliger Fußballspieler.

## Karriere als Spieler

### FC Bayern München
Nach seiner Jugendzeit bei Eintracht Schepsdorf und später TuS Lingen wechselte der Torwart im Alter von 19 Jahren in der Saison 1998/99 zum FC Bayern München. Nachdem er in seiner ersten Saison ausschließlich bei den Amateuren eingesetzt worden war, spielte sich Wessels in der Folgezeit immer mehr in den Vordergrund. Aufgrund zahlreicher Ausfälle bei der Profimannschaft bot sich ihm am 21. September 1999 plötzlich die Chance, in der Champions-League-Partie bei den Glasgow Rangers zu spielen, die er durch eine gute Leistung nutzte. Mit 20 Jahren und 205 Tagen war er bis dahin der jüngste deutsche Torhüter, der in der Champions League gespielt hat. Erst im September 2011 spielte mit Bernd Leno ein jüngerer deutscher Torhüter in der Champions League. Aktuell ist allerdings Timon Wellenreuther der jüngste deutsche Torwart der Champions League.
Begünstigt durch weitere Verletzungsprobleme des etatmäßigen Ersatztorhüters Bernd Dreher sowie vereinsinterne Probleme mit Sven Scheuer setzte sich Wessels kontinuierlich als „Nummer 2“ durch und kam in der Folgezeit auch zu weiteren Einsätzen in der Bundesliga und der Champions League. Da sein Hauptkonkurrent Oliver Kahn ankündigte, mindestens bis zum Abschluss der Saison 2005/06 bei Bayern München die Torhüterposition besetzen zu wollen und Stefan Wessels sich mit der Rolle als Ersatztorhüter nicht zufriedengeben wollte, entschloss er sich, den Verein zu wechseln.

### 1. FC Köln
Zur Saison 2003/04 unterschrieb Wessels beim Bundesliga-Aufsteiger 1. FC Köln. Dort wurde er auf Anhieb Stammtorhüter, konnte aber den Abstieg des 1. FC Köln in die 2. Bundesliga nicht verhindern. Wessels erlitt zum Abschluss der Saison eine Handverletzung, die ihn zurückwarf. Nach den ersten vier Spielen der Saison 2004/05 verletzte er sich erneut im Training und fiel bis zum Ende des Jahres aus. Alexander Bade nutzte die sich ihm bietende Chance und spielte die nahezu komplette Saison.
Unter dem neuen Trainer Uwe Rapolder setzte sich Stefan Wessels dann jedoch wieder zur Saison 2005/06 durch, verletzte sich aber in der Rückrunde und wurde seitdem wieder von Alexander Bade vertreten. Sowohl unter Trainer Hanspeter Latour als auch zunächst unter Christoph Daum setzte Stefan Wessels sich als Stammtorhüter durch und absolvierte bis zu seiner Verletzung Anfang Mai 2007 in der Saison 2006/07 alle Pflichtspiele des 1. FC Köln.
Infolge eines Zusammenpralls mit Markus Kurth erlitt Wessels im Meisterschaftsspiel gegen den MSV Duisburg am 7. Mai 2007 einen Rippenbruch und fiel bis zum Saisonende aus. In den verbleibenden Pflichtspielen wurde er durch den bisherigen Reservetorhüter Thomas Kessler ersetzt. Im Juli 2007 verpflichtete der 1. FC Köln mit Faryd Mondragón einen weiteren Torwart, so dass Wessels nicht mehr als Stammtorwart gesetzt war.

### FC Everton
Im August 2007 löste Wessels seinen Vertrag in Köln auf und wechselte ablösefrei zunächst für eine Spielzeit zum FC Everton in die englische Premier League. Dort war er hinter Stammtorhüter Tim Howard die Nummer 2. Wie bei seinen anderen Stationen als Profifußballer trug er die Trikotnummer 33. Durch eine Fingerverletzung Howards absolvierte Wessels am 15. September 2007 sein erstes Spiel in der Premier League gegen den Spitzenklub Manchester United (0:1). Dem folgte ein UEFA-Pokal-Spiel gegen die ukrainische Mannschaft Metalist Charkiw (1:1), ein weiterer Liga-Einsatz bei Aston Villa (0:2-Niederlage) und ein Spiel im League Cup bei Sheffield Wednesday. Im Spiel gegen Sheffield Wednesday, welches 3:0 gewonnen wurde, verletzte sich Stefan Wessels in der 3. Minute am Kopf, konnte aber mit einer Bandage weiterspielen. Nach Ende der Saison wurde der auslaufende Vertrag nicht verlängert.

### VfL Osnabrück
Zur Saison 2008/09 nahm Wessels ein Angebot des Zweitligisten VfL Osnabrück an und unterschrieb dort einen Zweijahresvertrag. Damit kehrte er bereits nach einem Jahr wieder nach Deutschland zurück. In Osnabrück setzte er sich zunächst gegen seinen Konkurrenten Tino Berbig durch und wurde unter Trainer Claus-Dieter Wollitz Stammtorhüter, bevor er zum Ende der Spielzeit wieder ins zweite Glied rückte. Am Ende der Saison lief sein Vertrag aus, da dieser nur für die zweite Liga galt, Osnabrück jedoch abstieg. Danach war Wessels vereinslos und trainierte in der Sportschule Duisburg-Wedau bis zum 30. September 2009 im Trainingscamp der vertragslosen Profifußballer des VdV.

### FC Basel
Am 23. Oktober 2009 unterschrieb Wessels beim Schweizer Erstligisten FC Basel einen Vertrag bis zum Saisonende. Er wurde verpflichtet, da der Stammtorhüter Franco Costanzo verletzt ausfiel. Bis zu dessen Genesung sollte Wessels als 2. Torhüter nach dem eigentlichen Ersatztorhüter Massimo Colomba fungieren. Diesen vertrat er erstmals am 20. November 2009 im Achtelfinale des Schweizer Cups im Heimspiel gegen den FC Zürich (4:2). Am 29. November 2009 (17. Spieltag) – bei der 0:2-Niederlage bei Young Boys Bern – gab er seinen Einstand in der Schweizer Super League. Mit dem 2:0-Sieg beim ärgsten Verfolger Young Boys Bern am 16. Mai 2010 (36. Spieltag) sicherte sich der FC Basel unter Trainer Thorsten Fink (Wessels' ehemaligem Mannschaftskollegen) zum 13. Mal die Schweizer Meisterschaft und gewann zudem eine Woche zuvor den Schweizer Pokal. Stefan Wessels trug mit jeweils einem Spieleinsatz dazu bei.

### Odense BK
Mitte Januar 2011 unterzeichnete Wessels einen Vertrag über eineinhalb Jahre beim dänischen Erstligisten Odense BK. Zuvor hatte er sich bei verschiedenen Vereinen und im VDV-Camp in Duisburg fit gehalten, nachdem er zur Saison 2010/11 zunächst keinen neuen Verein gefunden hatte. Sein Ligadebüt gab er am 20. Spieltag am 7. März 2011 bei der 1:2-Niederlage im Auswärtsspiel gegen den AC Horsens. Nach einer Krise im Herbst, spielte er im Frühjahr 2012 eine starke Saison und trug damit zum Klassenerhalt bei. Am 24. Mai 2012 wurde bekannt, dass Stefan Wessels Odense BK verlässt.

### Nationalmannschaft
Nachdem Wessels 1999 zweimal für die U-20-Nationalmannschaft gespielt hatte (Debüt am 26. Januar in Maspalomas beim 5:3 (0:0 n. V.) im Elfmeterschießen gegen Portugal), nahm er auch an der Junioren-Weltmeisterschaft 1999 in Nigeria teil, wurde jedoch nicht eingesetzt. Am 6. Oktober 2000 bestritt Wessels in Derby beim 1:1-Unentschieden gegen England sein einziges Spiel für die U-21-Auswahlmannschaft. Für das Perspektivteam des DFB, Team 2006, bestritt Wessels zwei Begegnungen: am 6. September 2005 beim 1:1-Unentschieden gegen die „A 2-Nationalmannschaft“ der Türkei, als er in der 46. Minute für Simon Jentzsch eingewechselt wurde, und am 15. November 2005 in Mattersburg beim 5:2-Sieg über Österreich, wo er in der 46. Minute für Roman Weidenfeller eingewechselt wurde.

## Karriere als Trainer
Im Juli 2012 gab Stefan Wessels bekannt, nur noch für Vereine offen zu sein, für die er seinen Wohnort Osnabrück nicht ändern müsse, und setzte dies mit einem wahrscheinlichen Ende seiner Spielerkarriere gleich.

### Vereinsfußball
Am 16. Dezember 2012 gab Wessels bekannt, dass er ab Januar 2013 neuer Torwarttrainer im Jugendleistungszentrum Emsland wird. Er kümmerte sich um die Talente der U-15- bis zur U-23-Nachwuchsmannschaften. In den Spielzeiten 2013/14 und 2014/15 war er Torwarttrainer des Regionalligisten SV Meppen. Von 2015 bis 2023 war Wessels im Nachwuchsleistungszentrum des VfL Osnabrück als Torwarttrainer sowie Leiter des Grundlagenbereichs (U-11 bis U-13) aktiv.

### Deutscher Fußball-Bund
Wessels hat ab 2014 für drei Jahre die Torhüter der deutschen U-15-Junioren trainiert. 2017 rückte er als Torwarttrainer zur U-18-Nationalmannschaft auf, welche den Jahrgang 2000 umfasste. Diesen Jahrgang begleitete er in den folgenden Jahren, sodass er auch Torwarttrainer der U-19- (2018/19) sowie der U-20-Nationalmannschaft (2019/20) war. Von 2020 bis 2023 fungierte er erneut jeweils ein Jahr als Torwarttrainer der U-18-, U-19- und U-20-Nationalmannschaft.
Während der Vorbereitung auf die Fußball-Europameisterschaft 2024 gehörte Wessels zum Trainerteam der deutschen A-Nationalmannschaft unter Cheftrainer Julian Nagelsmann und dem ersten Torwarttrainer Andreas Kronenberg. Ein Jahr später wurde Wessels nach dem Abgang von Michael Fuchs neuer zweiter Torwarttrainer beim A-Nationalteam.

## Weitere Aktivitäten
Wessels gründete den Verein „BaKoS ‚Die Osnabrücker Ballschule e. V.‘“ wo er als Trainer aktiv ist, „um Kindern zwischen 3 und 10 Jahren den Spaß an Bewegung und an Ballspielen näherzubringen.“

## Statistik
FC Bayern München:
- Champions League: 10 Spiele
- 1. Bundesliga: 6 Spiele
- Regionalliga Süd: 63 Spiele

1. FC Köln:
- 1. Bundesliga: 54 Spiele
- 2. Bundesliga: 39 Spiele
- Regionalliga Nord: 2 Spiele

FC Everton:
- Premier League: 2 Spiele
- Carling Cup: 1 Spiel
- UEFA-Pokal: 1 Spiel

VfL Osnabrück:
- 2. Bundesliga: 21 Spiele
- DFB-Pokal: 1 Spiel

FC Basel:
- Super League: 1 Spiel
- Schweizer Cup: 1 Spiel
- UEFA Europa League: 1 Spiel

Odense BK:
- Superliga: 25 Spiele
- Champions-League-Qualifikation: 4 Spiele
- UEFA Europa League: 4 Spiele

## Erfolge
- Weltpokalsieger 2001 (ohne Einsatz)
- Champions-League-Sieger 2001
- Deutscher Meister 2000, 2001, 2003
- DFB-Pokal-Sieger 2000, 2003 (beide ohne Einsatz)
- Ligapokal-Sieger 1999, 2000 (beide ohne Einsatz)
- Schweizer-Cup-Sieger 2010
- Schweizer Meister 2010